# Voyage au début du monde
Pour plus de détails, voir Fiche technique et Distribution.
Voyage au début du monde (titre original : Viagem ao Princípio do Mundo) est un film portugais réalisé par Manoel de Oliveira, sorti en 1997. C'est le dernier film interprété par Marcello Mastroianni.

## Synopsis
Manoel, un réalisateur devenu âgé, entreprend un voyage au Portugal sur les lieux de son enfance. Il est accompagné de Judite, sa jeune actrice avec laquelle il converse sur l'apport et la difficulté de l'âge grandissant et ce qu'on a, en somme, à se transmettre. Avec eux figure également Afonso, un acteur connu de série TV, dont le projet est de retrouver une tante qu'il n'a jamais vue pour qu'elle lui parle de son père, de son lieu de naissance et de sa famille. L'un, Manoel, réveillera donc ses souvenirs qu'il a dans son cœur, comme pour entretenir sa nostalgie en tant que seul témoin d'une époque présentant quelques survivances, tandis que l'autre, Afonso, cherchera à vérifier que l'imaginaire que son père émigrant en France lui a laissé correspond à une vérité locale que lui énoncera, non sans facilité, sa tante, aussi réservée qu'attachante.

## Fiche technique
- Titre original : Viagem ao Princípio do Mundo
- Titre français : Voyage au début du monde
- Réalisation : Manoel de Oliveira
- Scénario : Manoel de Oliveira
- Photographie : Renato Berta
- Son : Jean-Paul Mugel
- Montage : Valérie Loiseleux
- Pays d'origine :  Portugal
- Format : Couleurs - 35 mm - 1,66:1 - Dolby
- Genre : biographie, drame
- Durée : 95 minutes
- Date de sortie : France, 4 juin 1997

## Distribution
- Marcello Mastroianni : Manoel
- Jean-Yves Gautier : Afonso
- Leonor Silveira : Judite
- Diogo Dória : Duarte
- Isabel de Castro : Maria Afonso
- Cécile Sanz de Alba : Christina
- José Pinto : José Afonso
- Adelaide Teixeira : Senhora
- Isabel Ruth : Olga
- Manoel de Oliveira : le chauffeur

## Tournage
Pendant le tournage du film au Portugal, la compagne de Mastroianni Anna Maria Tatò a réalisé un film documentaire biographique sur l'acteur, Marcello Mastroianni, je me souviens.